# 7459 Gilbertofranco
7459 Gilbertofranco (tên chỉ định: 1984 HR1) là một tiểu hành tinh vành đai chính. Nó được phát hiện bởi Vincenzo Zappalà ở Đài thiên văn La Silla ở Chile ngày 28 tháng 4 năm 1984. Nó được đặt theo tên Gilberto Franco, một nhà thiên văn nghiệp dư, bác sĩ ở San Damiano d'Asti, Ý, và bạn của Zappalà.